# Kijk, hoe mooi de dag begint
Kijk, hoe mooi de dag begint is een hoorspel van Zvonimir Bajsič. Schau, wie schön der Tag anfängt werd op 20 juli 1975 door de Saarländischer Rundfunk uitgezonden. De TROS zond het uit op zaterdag 7 augustus 1982. De regisseur was Bert Dijkstra. Het hoorspel duurde 47 minuten.

## Rolbezetting
- Huib Orizand (meneer Miroslav)
- Tonny Huurdeman (mevrouw Mariola)

## Inhoud
Op een morgen laat een vrouw een man binnen. Ze denkt dat hij gestuurd is om de omroepbijdrage te innen, maar hij blijkt een toevallige voorbijganger te zijn die zin heeft in een kopje koffie…